# Міжнародна літня музична академія
Міжнародна літня музична академія
У 1998 році Міжнародний конкурс молодих піаністів пам'яті Володимира Горовиця започаткував "Школу виконавської майстерності".  Майстер-класи провідних музикантів-педагогів світу - Уоррена Томсона (Австралія), Володимира Крайнєва (Росія), Норми Фішер (Велика Британія), Діни Іоффе (Ізраїль), Адама Вібровські (Польща), Якова Касмана (США), визнаних українських професорів - Ігора Рябова, Валерія Козлова, Бориса Архімовича, Юрія Кота - стали значними віхами вітчизняного 
 музичного життя.
У 2000 році  "Школа виконавської майстерності" переросла у Міжнародну "Літню музичну  академію".
Програма навчання у "Літній музичній академії" передбачає всебічне удосконалення професійної підготовки слухачів, пропонує комплекс дисциплін, які є основою практичної діяльності виконавця.
Значну увагу широкій та різноманітній виконавській практиці приділяється виступам на Міжнародному фестивалі "Київські літні музичні вечори", концерти якого проходять в чудовому залі просто неба на схилах Дніпра і збирають тисячі киян та гостей столиці України. 
Слухачі академії мають нагоду виступити з Національним  академічним заслуженим симфонічним оркестром України під орудою заслуженого діяча мистецтв України Володимира Сіренка, Державним естрадно-симфонічним оркестром під орудою заслуженого діяча мистецтв України Наталії Пономарчук, симфонічним оркестром "Філармонія" (м.Чернігів) під орудою заслуженого діяча мистецтв України Миколи Сукача.